# Birgitta Edström
Lisa Birgitta Edström (skriver sig BirGitta Edström), ogift Prost, född 14 december 1939 i Pörtom, Finland, är en svensk kristen sångare och evangelist.
Efter avlagd småskollärarexamen arbetade Birgitta Edström till en början som lärare. Hon har sedan 1970-talet turnerat både i Sverige och utomlands med musikern Swante Bengtsson med vilken hon utgivit ett antal skivor. Duon har på senare år även genom stiftelsen Make Mission Possible bedrivit hjälparbete.
Birgitta Edström är sedan 1962 gift med ingenjören Gideon Edström (född 1939).

## Diskografi i urval
- Använd mig, o Gud (inspelad 1970)[5]
- En dag skall Jesus komma, Birgitta Edström och IBRA-kören till orkester (inspelad 1971)[6]
- Tidens tecken (1974)
- En morgon (Prim) (1976)
- Tomma händer (Prim) (1979)
- Du är min sång (SB Music) (1982)
- Önskesånger
- Hemland (SB Music) (1991)
- Funderingar (SB Music) (1993)
- 17 favoriter
- Stad i ljus
- Songs We Remember
- Ovan regnbågen